# Saint-Michel-des-Andaines
Saint-Michel-des-Andaines település Franciaországban, Orne megyében. Lakosainak száma 325 fő (2018. január 1.). Saint-Michel-des-Andaines La Ferté-Macé, Juvigny Val d'Andaine, Saint-Maurice-du-Désert, Les Monts-d'Andaine és Bagnoles de l'Orne Normandie községekkel határos.

## Népesség
A település népessége az elmúlt években az alábbi módon változott:
| Lakosok száma | 329  | 298  | 273  | 277  | 313  | 331  | 351  | 356  | 325  | 325  |
|               | 1962 | 1968 | 1975 | 1982 | 1990 | 2008 | 2013 | 2015 | 2017 | 2018 |